# Perihan Mağden
Perihan Mağden (Istanbul, 1960) è una scrittrice e giornalista turca.
Editorialista per il giornale Taraf, è stata processata e assolta per essersi espressa a favore dell'introduzione dell'obiezione di coscienza e contro il servizio militare, che in Turchia è obbligatorio.

## Biografia
Mağden nasce nel 1960 a Istanbul. Si laurea al Robert College di Istanbul, quindi studia psicologia alla Boğaziçi University. Riconosce di essere stata una studentessa ribelle—cosa di cui sua madre andava fiera.
Una delle scrittrici più famose della letteratura turca contemporanea, Mağden ha passato del tempo a Yaddo, la famosa comunità degli artisti. Ha anche passato alcuni anni in Estremo Oriente. Non è sposata, ha un figlio e vive a Istanbul.
Oltre agli editoriali per vari giornali turchi (tra cui Radikal, nel 2001 - 2008), Mağden ha pubblicato vari romanzi e una collezione di poesie. Il romanzo İki Genç Kızın Romanı ("Due ragazze"), pubblicato nel 2005 è stato lodato per spinto "la lingua turca oltre i suoi schemi letterari convenzionali" ed è stato comparato al Giovane Holden di J.D. Salinger per la maniera in cui Mağden ha catturato l'angoscia dell'adolescenza.
"Due ragazze" ha ottenuto un grande successo in Turchia ed è diventato un premiato film, presentato in Europa al London Film Festival.
Altri romanzi di Mağden includono "Messenger Boy Murders" (Haberci Çocuk Cinayetleri), "The Companion" (Refakatçi) and "Escape" (Biz kimden kaciyorduk, Anne?). L'ultimo romanzo "Ali and Ramazan" è stato pubblicato in turco nel 2010 e poi tradotto in tedesco e inglese. Gli ultimi saggi di Mağden sono riuniti nella raccolta "Political Essays" (Politik Yazılar). I suoi romanzi sono stati tradotti in 19 lingue, tra cui inglese, francese, tedesco, coreano, portoghese, spagnolo, greco e russo. 
Mağden è una dei molti giornalisti e scrittori incriminati per "aver minacciato l'unità della Turchia o l'integrità dello stato".
Dopo l'assassinio di Hrant Dink, le venne offerta una protezione di sicurezza.
Nel dicembre 2007 ricevette una condanna sospesa a quattordici mesi per aver insultato Aytac Gul, allora prefetto di Yuksekova.
Nel 2008 Mağden ha ricevuto il Premio per la Libertà di Pensiero e di Espressione dell'Associazione Turca degli Editori.

### Processo sull'obiezione di coscienza
Mağden è stata perseguita dal governo turco a seguito di un editoriale del dicembre 2005 nel settimanale Yeni Aktuel. in cui difendeva le azioni di Mehmet Tarhan, incarcerato per aver rifiutato il servizio militare obbligatorio. Nell'editoriale, intitolato "L'obiezione di coscienza è un diritto umano", Mağden sosteneva che le Nazioni Unite riconoscono l'obiezione di coscienza come un diritto umano.
In risposta, l'esercito turco accusò Mağden di aver cercato di dissuadere la popolazione dall'adempiere il servizio militare, e presentò denuncia contro di lei in base all'articolo 301 del Codice penale, per il quale Mağden rischiava fino a tre anni di prigione.
Quando le è stato chiesto circa la sua situazione, Mağden ha risposto: "È scioccante che mi stiano mettendo sotto processo. Non ho idea di cosa accadrà. Il caso potrebbe finire domani o potrebbe andare avanti. La cosa snervante dei tribunali è che sono così imprevedibili, è come una lotteria. È tortura."
La sua incriminazione è stato criticata da gruppi per i diritti umani in tutto il mondo. L'Unione europea ha attentamente monitorato il processo.  In una dimostrazione di sostegno per Mağden , i giornali in Turchia hanno ripubblicato l'editoriale incriminato.
Mağden venne assolta il 27 luglio 2006. La Corte stabilì che aveva semplicemente esercitato il suo diritto di libertà di espressione.

## Opere (selezione)
- Haberci Çocuk Cinayetleri (Messenger Boy Murders), 1991
- Refakatçi  (The Companion), romanzo, 1994
- Mutfak Kazaları (Kitchen Accidents), poesia, 1995
- Hiç Bunları Kendine Dert Etmeye Değer mi? (Is it Worth Bothering With These?), 1997
- Kapı Açık Arkanı Dön ve Çık (Turn Around and Walk Out the Door), 1998
- Fakat Ne Yazık ki Sokak Boştu (Unfortunately, However, The Street was Empty), 1999
- Due ragazze (İki Genç Kızın Romanı) romanzo, 2002, Roma, Lain, 2005
- Politik Yazılar (Political Essays), saggio, 2006
- In fuga (Biz Kimden Kaçıyorduk Anne?), romanzo, 2007, Roma, Elliot, 2009
- Ali ile Ramazan (Ali and Ramazan), romanzo, 2010, Asti, Scritturapura Casa Editrice, 2017